# Ghiacciaio Rayner
Il ghiacciaio Rayner è un ghiacciaio lungo circa 19 km situato sulla costa occidentale della Terra di Enderby, in Antartide. Il ghiacciaio si trova in particolare a ovest delle montagne di Nye, dove fluisce verso nord, scorrendo tra il monte Nils, a ovest, e il monte Marriner e i colli Condon, a est, fino a entrare nella baia di Casey, prima di arrivare alla quale si unisce al suo flusso quello del ghiacciaio Thyer.

## Storia
Il ghiacciaio Rayner è stato avvistato per la prima volta nell'ottobre del 1956 durante una ricognizione aerea effettuata nel corso di una delle spedizioni di ricerca antartica australiane. In seguito il ghiacciaio è stato mappato e così battezzato dal Comitato australiano per i toponimi e le medaglie antartici in onore di J. M. Rayner, direttore dell'ufficio risorse minerarie del ministero dell'energia e dello sviluppo australiano.